# Innokentij Michajlovič Smoktunovskij
Innokentij Michajlovič Smoktunovskij (in russo Иннокентий Михайлович Смоктуновский?; Tat'janovka, 28 marzo 1925 – 3 agosto 1994) è stato un attore russo denominato in patria “il re degli attori sovietici”, premiato come Artista del popolo dell'Unione Sovietica nel 1974 e Eroe del lavoro socialista nel 1990.

## Biografia
Smoktunovskij nacque in Siberia, nel villaggio di Tat'janovka (oblast' di Tomsk) da genitori operai. Nel corso della seconda guerra mondiale combatté nell'Armata Rossa; nel dicembre del 1943 fu fatto prigioniero presso Kiev dai tedeschi, ma un mese dopo riuscì a fuggire dal campo di prigionia. Nel 1945-46 è al Teatro-Studio di Krasnojarsk, nei pressi di Mosca, dove apprende l'abc del mestiere di attore e fa le prime esperienze. Nel 1957 uno dei più grandi registi teatrali sovietici, il georgiano Georgij Tovstonogov (1915-1989), lo ingaggia per il Grande teatro drammatico di Leningrad, dove subito incanta pubblico e addetti ai lavori con il ruolo del principe Myškin nell'Idiota di Dostoevskij. Nel 1962 Smoktunovskij viene lanciato nel cinema da Michail Il'ič Romm col film Nove giorni in un anno.
Nel 1964 è Amleto nel celeberrimo e omonimo film (Gamlet, in russo) di Grigorij Kozincev, sceneggiato dallo stesso regista, per la traduzione di Boris Pasternak, mentre le musiche sono di Dmitrij Dmitrievič Šostakovič. Con questo film diventa star internazionale ottenendo la nomination al BAFTA Film Award dell'Accademia cinematografica britannica e viene premiato da Laurence Olivier; ottiene il premio della rivista Cinema Nuovo diretta da Guido Aristarco mentre in Unione Sovietica è consacrato quale Miglior Attore dell'Anno e riceve il Premio Lenin. In seguito otterrà innumerevoli riconoscimenti anche per altre pellicole: non ultimo il prestigioso Premio Konstantin Stanislavskij.
Nel 1969 è Pëtr Il'ič Čajkovskij in Una pioggia di stelle e vince il Premio come Migliore Attore al Festival di San Sebastian; un anno dopo gira Zio Vanja di Anton Čechov per la regia di Andrej Končalovskij, che anni più tardi gli varrà il Premio Sorrento. Nel 1974 è uno dei protagonisti del kolossal Hanno combattuto per la patria di Sergej Fëdorovič Bondarčuk, scritto dal Premio Nobel Michail Aleksandrovič Šolochov. Nel 1975 è il narratore in Lo specchio di Andrej Tarkovskij. A metà degli anni ottanta recita in un film di Nikita Michalkov (fratello di Michalkov-Končalovskij): la coproduzione sovietico-franco-italiana Oci ciornie, che valse a Marcello Mastroianni la Palma quale Miglior Attore al Festival di Cannes e la terza Nomination all'Oscar. Del cast facevano parte pure Elena Sofronova e Silvana Mangano.
Nei primi anni novanta gira due film minori con altrettanti registi italiani: Giorgio Ferrara (Caccia alla vedova accanto a Isabella Rossellini) e Fabio Bonzi (Zoloto (Oro), con Franco Nero). Nel 1994, col regista Vladimir Naumanov realizza "Belyj prazdnik" scritto insieme al decano degli sceneggiatori italiani, Tonino Guerra. Nel corso della sua carriera, Smoktunovskij ha girato oltre 80 pellicole, recitato in un centinaio di commedie e lavorato in numerosi serial televisivi. Nella metà dei casi da protagonista assoluto, ricoprendo tutta la gamma possibile di ruoli: dal drammatico al tragico, dal comico al brillante; personaggi inventati, personaggi della letteratura e della drammaturgia (il Principe Myškin, Amleto, Zio Vanja), ritratti storici (Mozart, Salieri, Čajkovskij); ed ha pure recitato (cantato e ballato) in film e commedie musicali. Uno dei pianeti minori della galassia – il 4926 Smoktunovskij – porta il suo nome: in termini scientifici si tratta di un asteroide della fascia principale, scoperto nel 1982 dagli astronomi sovietici.

## Filmografia
- Kak on lgal eё mužu, regia di Tat'jana Berezanceva (1956)
- Soldaty, regia di Aleksandr Ivanov (1956)
- Rjadom s nami, regia di Adol'f Bergunker (1957)
- Nočnoj gost', regia di Vladimir Šredel' (1958)
- Den' pervyj, regia di Fridrich Ėrmler (1958)
- La lettera non spedita (Neotpravlennoe pis'mo), regia di Michail Kalatozov (1959)
- Do buduščej vesny, regia di Viktor Sokolov (1960)
- Nove giorni in un anno (9 dnej odnogo goda), regia di Michail Il'ič Romm (1962)
- Amleto (Gamlet), regia di Grigorij Kozincev (1964)
- Na odnoj planete, regia di Il'ja Ol'švanger (1965)
- Beregis' avtomobilja, regia di Ėl'dar Rjazanov (1966)
- Stepen' riska, regia di Il'ja Averbach (1968)
- Una pioggia di stelle (Čajkovskij), regia di Igor' Talankin (1969)
- Prestuplenie i nakazanie, regia di Lev Kulidžanov (1969)
- Zio Vanja (Djadja Vanja), regia di Andrej Končalovskij (1970)
- Domare il fuoco (Ukroščenije ognja), regia di Daniil Chrabrovickij (1972)
- Moskva-Kassiopeja, regia di Ričard Viktorov (1974)
- Dočki-materi, regia di Sergej Gerasimov (1974)
- L'airone e la gru (Caplja i žuravl'), regia di Jurij Norštejn (1974)
- Ispolnenie želanij, regia di Svetlana Sergeevna Družinina (1974)
- Ragazzi nello spazio (Otroki vo Vselennoj), regia di Ričard Viktorov (1974)
- La steppa (Step), regia di Sergej Bondarčuk (1977)
- V četverg i bol'še nikogda, regia di Anatolij Ėfros (1977)
- Princessa na gorošine, regia di Boris Rycarev (1977)
- Rus' iznačal'naja, regia di Gennadij Vasil'ev (1985)
- Poseldnjaja doroga, regia di Leonid Menaker (1986)
- Oci ciornie, regia di Nikita Michalkov (1987)
- Lovuška dlja odinokogo mužčiny, regia di Aleksej Korenev (1990)
- Genij, regia di Viktor Sergeev (1990)
- Oro (Zoloto), regia di Fabio Bonzi (1992)

## Premi e riconoscimenti
- British Academy of Film and Television Arts
  - 1966 - Candidato a Migliore attore protagonista per Amleto
- Festival internazionale del cinema di San Sebastián
  - 1970 - Migliore attore per Una pioggia di stelle